# 봉안군
봉안군 이봉(鳳安君 李㦀, 1482년 11월 9일(음력 9월 29일) ~ 1505년 7월 15일(음력 6월 15일))은 조선의 왕족으로, 성종의 6남이자 서5남이다. 어머니는 귀인 정씨이다. 시호는 정민(貞愍)이다.

## 생애
성종의 서6남으로, 생모는 귀인 정씨(貴人鄭氏)다. 정부인(배우자)은 의춘군부인 평양 조씨(宜春郡夫人 平壤 趙氏)이며, 부인 조씨는 아들 흥원군(興原君)을 낳았다. 연산군은 일찍이 모후 윤씨가 폐위, 사사된 것은 후궁 정씨‧엄씨의 소행 때문이라 하여 두 후궁을 손수 때려죽이고 봉안군을 옥에 가두었다가 이천에 귀양보냈다.이듬해 동복 형 안양군(安陽君) 이항(李㤚)과 함께 사사되었다.

## 가족 관계
- 조부 : 덕종(德宗, 1438~1457)
- 조모 : 소혜왕후 한씨(昭惠王后 韓氏, 1437~1504)
  - 아버지 : 성종(成宗, 1457~1494)
- 외조부 : 정인석(鄭仁石, 1424~1504)
- 외조모 : 미상
  - 어머니 : 귀인 정씨(貴人 鄭氏, ?~1504)
    - 형 : 안양군 항(安陽君 㤚, 1480~1505)
    - 동생 : 정혜옹주 승복(靜惠翁主 承福, 1490~1507)
- 정부인 : 의춘군부인 평양 조씨(宜春郡夫人 平壤趙氏) - 한성판관 증 좌찬성 조기(漢城判官 贈 左贊成 趙紀, 1455 ~ 1490)
  - 장남 : 흥원군 경(興原君 瓊, 1502 ~ ?)
  - 자부 : 좌찬성(右贊成) 허굉(許硡)의 딸 양천 허씨
    - 양손자 : 기성군 현(箕城君 俔) → 익양군의 아들인 용천정 수한(龍川正 壽鷳)의 여섯번째 아들
- 측실 : 이름 미상
  - 서장녀 : 전주 이씨(1502, ~ ?) - 밀양 당씨 주부(主簿) 당윤온(唐允溫)에게 출가 
    - 외손녀 : 당옥합(唐玉合, 1522 ~ ?)

## 관련 작품

### 드라마
- 《인수대비》 (JTBC, 2011년~2012년 배우:김세현)